# Epidendrum schweinfurthianum
Epidendrum schweinfurthianum är en orkidéart som beskrevs av Donovan Stewart Correll. Epidendrum schweinfurthianum ingår i släktet Epidendrum och familjen orkidéer. Inga underarter finns listade i Catalogue of Life.